# 2017年蘇里高地震
2017年蘇里高地震為發生於當地時間2017年2月10日10時3分的地震，規模為6.7，震央位於北蘇里高省外海，最大震度達VII(破壞性的)
。